# Ткачёв, Иван Терентьевич
Иван Терентьевич Ткачёв (1922 — 1 декабря 2016) — советский военнослужащий, полковник. Участник Великой Отечественной войны, снайпер 21-й гвардейской стрелковой дивизии 3-й ударной армии.

## Биография
Родился в селе Великочерневщина Сумской области. Украинец.
Призван в РККА Мироновским РВК Сумской области. В РККА с мая 1940 года.
Ушёл на фронт Великой Отечественной войны 19-летним юношей — сразу после окончания школы снайперов, в которую поступил ещё до начала войны. Ещё в школе получил значок «Ворошиловский стрелок».
Член ВКП(б).
На Калининском фронте с сентября 1943 года.
Приказом № №: 105 от: 12.08.1943 года по 64-му гв. сп 21-й гв. сд гвардии старший сержант И. Т. Ткачёв, снайпер 3-й стрелковой роты, награждён медалью «За боевые заслуги» за 52 лично уничтоженных из снайперской винтовки солдат и офицеров противника при атаке на высоту.
Приказом по 21-й стр. див. №: 322 от: 27.12.1943 года гвардии старший сержант И. Т. Ткачёв, снайпер 3-й стрелковой роты, награждён орденом Славы 3-й степени за 57 лично уничтоженных гитлеровцев, и проявленные при этом мужество и отвагу.
Приказом ВС 2 Прибалтийского фронта №: 6/н от: 09.01.1944 года гвардии старший сержант И. Т. Ткачёв, снайпер 2-й стрелковой роты, награждён медалью «За отвагу» за подавление 2-х пулеметных точек противника.
В качестве снайпера прослужил до 1944 года. День Победы встретил на боевом посту, но уже в качестве командира противотанкового орудия. Затем Ткачёва направили учиться в артиллерийское военное училище. После окончания училища он поступил в юридическую академию. Долгое время работал в военной прокуратуре государственным обвинителем, а затем более 15 лет преподавал в техникуме гуманитарные и правовые дисциплины. Некоторое время возглавлял межгарнизонные военные прокуратуры в Бресте и Витебске.
Полковник в отставке, пенсионер. Жил в Бресте.

## Награды
- Награждён орденами и медалями СССР, в числе которых орден Славы 3 степени[6].

## Память
- Школьники города Невель создали фотоальбомом о боевом пути И. Т. Ткачёва.